# Saison des tempêtes hivernales en Europe de 2022-2023
La saison des tempêtes hivernales en Europe de 2022-2023 désigne la période d'apparition de cyclones extratropicaux et subtropicaux en Europe qui débute en septembre 2022, jusqu'en août 2023 théoriquement, la plupart se formant entre septembre et mars.

## Groupes EUMETNET

Groupes définis par EUMETNET :
Groupe « Europe occidentale » : IE, GB, NL
Groupe « Europe du sud-ouest » : PT, ES, FR, BE, LU
Groupe « Europe du nord » : DK, NO, SE
Groupe « Europe centrale » : CH, DE, AT, CZ, PL, SK, HU
Groupe « Méditerranée centrale » : IT, MT, SI, HR, BA, ME, MK
Groupe « Europe du nord-est » : FI, EE, LV, LT
Groupe « Europe orientale » : RS, RO, BG, MD
Groupe « Méditerranée orientale » : GR, CY, IL

- Groupe « Europe occidentale »

IE, GB, NL
- Groupe « Europe du sud-ouest »

PT, ES, FR, BE, LU
- Groupe « Europe du nord »

DK, NO, SE
- Groupe « Europe centrale »

CH, DE, AT, CZ, PL, SK, HU
- Groupe « Méditerranée centrale »

IT, MT, SI, HR, BA, ME, MK
- Groupe « Europe du nord-est »

FI, EE, LV, LT
- Groupe « Europe orientale »

RS, RO, BG, MD
- Groupe « Méditerranée orientale »

GR, CY, IL

## Noms alloués pour les tempêtes

### Groupe «Europe occidentale»
Ce sont les trois agences météorologiques nationales, Met Éireann (Irlande), Met Office (Royaume-Uni), KNMI (Pays-Bas), qui composent ce groupe.
| Noms pour le groupe « Europe occidentale » : Irlande / Royaume-Uni / Pays-Bas | Noms pour le groupe « Europe occidentale » : Irlande / Royaume-Uni / Pays-Bas | Noms pour le groupe « Europe occidentale » : Irlande / Royaume-Uni / Pays-Bas |
| ----------------------------------------------------------------------------- | ----------------------------------------------------------------------------- | ----------------------------------------------------------------------------- |
| - Antoni - Betty - Cillian - Daisy - Elliot - Fleur - Glen                    | - Hendrika - Íde - Johanna - Khalid - Loes - Mark - Nelly                     | - Owain - Priya - Ruadhán - Sam - Tobias - Val - Wouter                       |

Légende :
- en gras, les noms déjà attribués (p. ex. Antoni) ;
- sinon, les noms définis restant à attribuer (p. ex. Wouter).

### Groupe «Europe du sud-ouest»
Ce groupe est composé des cinq agences météorologiques nationales : IPMA (Portugal), AEMet (Espagne), Météo-France (France), IRM/KMI (Belgique), MeteoLux (Luxembourg)
| Noms pour le groupe « Europe du sud-ouest » : Portugal / Espagne / France / Belgique / Luxembourg | Noms pour le groupe « Europe du sud-ouest » : Portugal / Espagne / France / Belgique / Luxembourg | Noms pour le groupe « Europe du sud-ouest » : Portugal / Espagne / France / Belgique / Luxembourg |
| ------------------------------------------------------------------------------------------------- | ------------------------------------------------------------------------------------------------- | ------------------------------------------------------------------------------------------------- |
| - Armand - Béatrice - Claudio - Denise - Efraín - Fien - Gérard                                   | - Hannelore - Isaack - Juliette - Kamiel - Larisa - Mathis - Noa                                  | - Oscar - Patricia - Rafael - Sarah - Tiago - Valérie - Waid                                      |

Légende :
- en gras, les noms déjà attribués (p. ex. Armand) ;
- sinon, les noms définis restant à attribuer (p. ex. Waid).

### Groupe «Europe du nord»
Ce groupe est composé des trois agences météorologiques nationales : DMI (Danemark),
MET Norway (Norvège),
SMHI (Suède).

### Groupe «Europe centrale»
Ce groupe est composé des sept agences météorologiques nationales : 
MétéoSuisse (Suisse),
DWD (Allemagne),
ZAMG (Autriche),
	ČHMÚ / CHMI (Tchéquie),
IMGW (Pologne),
SHMÚ (Slovaquie),
OMSZ (Hongrie).
| - Bettina - Elke - Iris - Liv - Marion - Philomena - Regina |

### Groupe «Méditerranée centrale»
Pour sept pays, ce groupe est composé de huit agences météorologiques nationales (la Bosnie-Herzégovine ayant deux agences fédérales) :
MeteoAM (Italie),
	Malta Met Office (Malte),
	ARSO (Slovénie),
	DHMZ (Croatie),
	FHMZBIH + РХМЗРС / RHMZRS (respectivement Fédération de Bosnie-et-Herzégovine – Federacija Bosne i Hercegovine – et République serbe de Bosnie – Republika Srpska – ; Bosnie-Herzégovine),
	ZHMS / IHMS (Monténégro),
	УХМР / UHMR  (Macédoine du Nord).
| Noms pour le groupe « Méditerranée centrale » : Italie / Malte / Slovénie / Croatie / Bosnie-Herzégovine / Monténégro / Macédoine du Nord | Noms pour le groupe « Méditerranée centrale » : Italie / Malte / Slovénie / Croatie / Bosnie-Herzégovine / Monténégro / Macédoine du Nord | Noms pour le groupe « Méditerranée centrale » : Italie / Malte / Slovénie / Croatie / Bosnie-Herzégovine / Monténégro / Macédoine du Nord |
| --- | --- | --- |
| - Ana - Bogdan - Clio - Dino - Eva - Fobos - Gaia                                                                                         | - Helios - Ilina - Leon - Minerva - Nino - Olga - Petar                                                                                   | - Rea - Silvan - Talia - Ugo - Vesta - Zenon                                                                                              |

Légende :
- en gras, les noms déjà attribués (p. ex. Ana) ;
- sinon, les noms définis restant à attribuer (p. ex. Zenon).

### Groupe «Europe du nord-est»
Ce groupe est composé des quatre agences météorologiques nationales : 
IL (Finlande),
Riigi Ilmateenistus (Estonie),
	LVĢMC (Lettonie),
	LHMT (Lituanie).

### Groupe «Europe orientale»
Ce groupe est composé des quatre agences météorologiques nationales : 
RHMSS / РХМЗС (Serbie),
	ANM (Roumanie),
	НИМХ / NIMH (Bulgarie),
	SHS (Moldavie).

### Groupe «Méditerranée orientale»
Ces trois agences météorologiques nationales, SMNH/ΕΜΥ (Grèce), Service météorologique de Chypre et IMS (Israël), composent le groupe.

Contrairement aux autres groupes EUMETNET, pour le groupe « Méditerranée orientale », la saison 2022-2023 se déroule du 1er octobre 2022 au 30 septembre 2023.
| Noms pour le groupe « Méditerranée orientale » : Grèce / Chypre / Israël,                                                                                | Noms pour le groupe « Méditerranée orientale » : Grèce / Chypre / Israël, | Noms pour le groupe « Méditerranée orientale » : Grèce / Chypre / Israël, |
| --- | ------------------------------------------------------------------------- | ------------------------------------------------------------------------- |
| - Ariel - Barbara - Cleon (vague de chaleur) - Daniel (décrit dans la saison 2023-2024) - Elias (décrit dans la saison 2023-2024) - Fedra - Guy - Helena | - Ionas - Jasmin - Kyros - Lahesis - Moses - Naias - Orpheas - Pnina      | - Rigena - Shmuel - Talia - Uranos - Vered - Xanthia - Yonatan - Zoe      |

Légende :
- en gras, les noms déjà attribués (p. ex. Ariel) ;
- sinon, les noms définis restant à attribuer (p. ex. Zoe).

## Chronologie
- Légende (d'ouest en est ; du nord au sud) :
- Ex-cyclone tropical
- Groupe « Europe occidentale » :  Irlande,  Royaume-Uni,  Pays-Bas
- Groupe « Europe du sud-ouest » :  Portugal,  Espagne,  France,  Belgique ,  Luxembourg
- Groupe « Europe du nord » :  Danemark,  Norvège,  Suède
- Groupe « Europe centrale » :  Suisse,  Allemagne,  Autriche,  République tchèque,  Pologne,  Slovaquie,  Hongrie
- Groupe « Méditerranée centrale » :  Italie,  Malte,  Slovénie,  Croatie,  Bosnie-Herzégovine,  Monténégro,  Macédoine du Nord
- Groupe « Europe du nord-est » :  Finlande,  Estonie,  Lettonie,  Lituanie
- Groupe « Europe orientale » :  Serbie,  Roumanie,  Bulgarie,  Moldavie
- Groupe « Méditerranée orientale » :  Grèce,  Chypre,  Israël
- Autres

## Tempêtes majeures

### Ex-ouraganDanielle
Ex-Danielle est un cyclone post-tropical formé le 8 septembre des restes de l'ouragan Danielle. Cette dépression des latitudes moyennes, qui bien que faiblissante, contenait encore beaucoup d'humidité. Elle est allée se dissiper au large du Portugal le 15 septembre,. Son apport d'air humide et instable a affecté le Portugal et certaines parties de l'ouest de l'Espagne, aidant à la formation d'importantes bandes orageuses sur la péninsule Ibérique et en France,.

### TempêteAna
La tempête Ana a été nommée le 15 septembre par le Service météorologique italien, recevant le nom de Reili de l'université libre de Berlin. Des orages intenses se sont formés la nuit du 15 au 16 septembre en passant sur le nord de l'Italie en direction Est. Le système a atteint les Balkans le lendemain,. La tempête est devenue synoptique sur l'Est de l'Europe le 18 et atteignit la mer de Kara le 21 septembre.
La tempête a provoqué des inondations dévastatrices dans la région italienne des Marches entre le 15 et le 16 septembre, affectant principalement la ville d'Ancône et ses environs, tuant 12 personnes, en blessant 50 autres et un autre disparue,,.
Tous les décès se sont produits à Ancône, et les villes proches de Senigallia et de Pianello di Ostra, au bord de la mer adriatique. Il est tombé en une nuit autant de pluie qu'en l'espace de six mois, soit environ 400 mm,. Après le retrait des eaux, les dégâts matériels ont pu être vus : des routes coupées, des ponts effondrés et de nombreuses zones privées d'électricité.

### TempêteBogdan
La tempête Bogdan a été nommé par le Service météorologique italien, recevant le nom de Ute de l'université libre de Berlin le 24 septembre,. Des alertes météorologiques ont aussi été envoyées pour la Grèce. Le système s'est dirigé rapidement vers l'est-nord-est pour passer en Asie le 29 septembre.

### TempêteClio
Le 25 septembre, la tempête Clio a été nommée par l'Institut d'hydrométéorologie et de sismologie du Monténégro,. Elle a apporté des pluies légères et une brise modérée dans le pays et le « Laboratoire européen des tempêtes violentes » n'a documenté aucun rapport d'événement extrême.

### TempêteDino
Le système convectif qui s'est formé sur l'ouest de la Méditerranée fut nommé Dino par le service météorologique italien le 30 septembre 2022. En traversant les Balkans, il s'est développé et est devenu une tempête hivernale en entrant en Russie. La tempête s'est dissipée le 6 octobre 2022 sur le nord-ouest du pays, absorbée par un système plus important sur la Scandinavie.
Une rafale de 135 km/h a été enregistrée lors de son passage en Italie et des vents jusqu'à 85 km/h ont été notés en Grèce.

### TempêteArmand
Une forte dépression au large de l'Europe a été nommé Georgina par l'université libre de Berlin le 18 octobre,. La tempête a été nommée officiellement Armand par le service météo portugais (IPMA) le 19 octobre,. Le 21 octobre, la tempête s'est approchée de la France et des îles britanniques, donnant de forts vents et des pluies torrentielles. Le 22 octobre, la tempête avait atteint la pointe de l'Écosse après s'être considérablement affaiblie et fut absorbée le lendemain par la tempête Béatrice avant d'entrer dans la mer du Nord.
Armand a donné des vents violents et de fortes pluies sur la péninsule Ibérique provoquant des inondations et des chutes d'arbres. En Irlande, des milliers de clients ont subi des coupures de service de téléphonie fixe, mobile et haut débit alors que les pluies causaient des inondations.

### TempêteBéatrice
Une onde courte météorologique avec une injection froide a développé un un cyclone extratropical au large de l'Europe. Sa trajectoire a viré vers l'Espagne et le Portugal grâce au blocage d'anticyclone dans le sud du l'Atlantique central. Le 22 octobre, la tempête a reçu le nom de Béatrice donné par le groupe d’Europe du sud-ouest, alors que l'université libre de Berlin l'avait déjà nommée Helgard.
Béatrice est ensuite passée sur les îles Britanniques le 23 octobre, donnant des vents violents et de la pluie sur la péninsule Ibérique,. Le front froid très actifs de cette tempête a généré des orages supercellulaires du nord de la France au sud de l'Angleterre, produisant au moins 8 tornades, dont 4 en France avec une particulièrement intense à Bihucourt dans le Pas-de-Calais,. Cette dernière, estimée de force EF-3 dans l'échelle de Fujita par le site Keraunos, a parcouru un corridor de 206 km de longueur (de Belleuse en France à Leuze-en-Hainaut en Belgique) ce qui est probablement la plus longue trajectoire jamais observée en France, causant d'importants dégâts mais aucune perte vie,.
Les fortes pluies et des vents forts en Angleterre ont aussi entraîné des inondations et des dommages structurels,. Les vols ont été interrompus à l'aéroport d'Heathrow pendant plusieurs heures. Une petite fille a été blessée par une porte emportée par une violente rafale de vent.
Le 26 octobre, la tempête s'est dirigée vers le nord en direction de l'Islande et s'est dissipée le lendemain.

### TempêteCláudio
Dépression nommée Karsta dans l'Atlantique par l'université libre de Berlin, la tempête fut rebaptisée Cláudio  par Météo-France le 31 octobre 2022 alors qu'elle s'approchait du golfe de Gascogne,.
Une vigilance orange aux vents violents a été mise en place pour quatre départements du nord-ouest de la France. Le Met Office a émis un avertissement météorologique jaune pour le vent pour la majeure partie de la côte sud de l'Angleterre. Durant les 24 heures suivantes, Cláudio a traversé les îles Britanniques puis s'est dissipée dans la mer du Nord le 2 novembre mais son front froid a continué vers l'Europe centrale quelque temps.
Dans les îles Britanniques, une rafale de 185 km/h a été enregistrée à The Needles sur l'île de Wight. Un trampoline coincé sous un train a causé l'arrêt de la circulation de Worthing à Hove pendant plus de trois heures. Des vents violents ont provoqué l'effondrement d'une partie du coin sud-ouest de la jetée ouest de Brighton dans la mer. En Cornouailles, huit Français ont dû être rescapés par avion au large des côtes alors que leur voilier était gravement endommagé par les conditions météorologiques. Des centaines de ménages en Cornouailles, au Devon et au Hampshire se sont retrouvés sans électricité à cause des vents violents. Les trains de la South Western Railway ont été affectés par des arbres tombés dans le Hampshire, sur l'île de Wight et dans le Surrey. Dans tout le sud de l'Angleterre des arbres jonchant les routes ont entravé la circulation et le pont sur la Severn a été temporairement fermé. Deux boules de Noël géantes ont été renversées par la tempête et ont roulé sur Tottenham Court Road à Londres, ne causant heureusement aucun dommage ni blessure.
En France, des rafales de 129 km/h ont été enregistrées au cap Gris-Nez, dans le Pas-de-Calais, et de 116 km/h à Barneville-Carteret. Les orages associés à cette tempête ont provoqué un épisode cévenol et de forts cumuls de pluie dans le Sud-Est en quelques heures, l’équivalent de deux semaines à un mois de précipitations, dont 115 mm à Montélimar. En Ardèche, il est tombé 136 mm à Antraigues-sur-Volane et 126 mm à Alba-la-Romaine. La pluie a causé quelques inondations, notamment dans le Vaucluse et dans le Gard,. L’inondation de l’autoroute A8 dans le secteur d’Aix-en-Provence a provoqué l'arrêt la circulation durant quelques heures. Une femme sans abri a été emportée dans le cours d’eau du Paillon, jusqu’à la mer, à Nice mais elle a été secourue par les pompiers au niveau de la plage,.

### Ex-ouraganMartin
L'interaction avec un creux barométrique a mené l'ouragan Martin à subir une transition post-tropicale en 24 heures et à 21 h UTC le 3 novembre, le NHC l'a reclassé intense tempête des latitudes moyennes à 1 425 km à l'est-nord-est de Cap Race, Terre-Neuve, avec une pression centrale estimée de 950 hPa.
L'ex-Martin est remonté à plusieurs centaines de kilomètres au sud du Groenland avant de tourner vers l'est et de faiblir en approchant du nord des îles Britanniques et finalement se dissiper,.

### TempêteEva
La tempête Eva a été nommée le 4 novembre 2022 par le groupe de la Méditerranée centrale (Ottilie par l'université libre de Berlin) alors qu'elle était à la frontière nord de l'Italie. Elle s'est déplacé vers le sud-est pour toucher la partie occidentale du continent et le Péloponnèse puis la Grèce centrale, y compris Athènes. La tempête a ensuite traversé la mer Égée, atteignant les îles des Sporades, des Cyclades, du Dodécanèse ainsi que la Crète le 7 novembre,. La dépression a ensuite faiblie et est entrée l'Anatolie.
Des avertissements orange ont été émis pour le sud de l'Italie et des rouges pour la Grèce. Le comité d'urgence réuni avec le ministre grec de la sécurité civile, Christos Stylianidis, a prévu la mobilisation des pompiers, de la police, des forces armées, ainsi que de toutes les agences concernées. Eva était accompagnée d'orages et selon le Service météorologique national hellénique plusieurs milliers d'éclairs ont été enregistrés en Méditerranée orientale. Un palmier dans la banlieue athénienne de Chaïdári a été incendié par la foudre et de nombreuses rues ont été inondées à travers la ville,. Les Cyclades ont été durement touchées.

### TempêteFobos
La tempête Fobos, dans le golfe de Gênes, a été nommée par l'Institut d'hydrométéorologie et de sismologie du Monténégro le 19 novembre 2022. La tempête s'est dirigée vers le nord-est, passant sur les Balkans, puis s'est dissipée le 24 novembre dans le sud-ouest de la Russie.

### TempêteDenise
Denise a été nommée par l'AEMET le 21 novembre 2022 près de Majorque,. Le lendemain, la tempête a touché l'Italie. Le 23 novembre, elle a atteint les Balkans. Le 25 novembre, Denise est entrée dans la mer Noire et le lendemain est passée près des côtes de l'Ukraine et de la Russie. La tempête s'est finalement dissipée le 27 novembre.
La tempête a provoqué des rafales de plus de 100 km/h à Majorque. À Venise, plusieurs écoles ont été fermées et le niveau d'eau ont augmenté de 1,70 m, le troisième plus élevé depuis le début des enregistrements modernes. À Trieste, des vents de plus de 100 km/h ont été signalés par le Corpo nazionale dei vigili del fuoco. Le temps orageux et les mers agitées ont également affecté les régions de Sicile où les services de traversier ont été interrompus depuis le port de Milazzo.
De fortes pluies ont provoqué des inondations dans la province d'Oristano en Sardaigne le 22 novembre. Plusieurs personnes ont été évacuées dans la petite ville de Bosa. Des vagues déferlantes et une onde de tempête ont inondé les côtes le long de la côte italienne, en particulier dans les provinces de Rome et de Latina dans la région du Latium. L'agence ANSA a signalé qu'une barrière de marée a été gravement endommagée à Ostie. Les pompiers ont secouru des familles prises au piège dans des inondations d'un mètre dans les zones côtières près d'Anzio.
Sur la côte adriatique, l'onde de tempête et la marée haute ont inondé les zones côtières de la région d'Émilie-Romagne dans les provinces de Forlì-Cesana, Ferrare, Rimini et Ravenne. Des inondations ont également été signalées dans les zones côtières de la région des Marches, notamment à Marina di Montemarciano et à Senigallia.
Le 24 novembre, un touriste argentin s'est noyé après avoir été emporté dans la mer à Furore, tandis qu'un homme a été frappé et tué par la foudre sur une plage de Vico Equense. La tempête a également partiellement déclenché un glissement de terrain sur l'île italienne d'Ischia, tuant 12 personnes. Le gouvernement italien a déclaré l'état d'urgence, allouant une somme initiale de 2 millions d'euros pour aider à reconstruire les maisons.

### TempêteAriel
La tempête Ariel a été nommée par le Service météorologique national hellénique le 29 novembre alors qu'elle était au nord de la Tunisie. Le même système a été nommé Yuki III par l'université libre de Berlin la veille. Il est passé au sud de l'Italie, puis sur la Grèce. Elle s'est dissipée le 2 décembre sur la mer Noire.
Ariel a provoqué des pannes de courant dans de nombreuses villes et îles de la Méditerranée. Plusieurs écoles ont été fermées à Skópelos, en Grèce, à cause des inondations.

### TempêteEfraín
Une dépression intense a été surveillée dès le 5 décembre par le National Hurricane Center (NHC) au milieu de l'Atlantique Nord. Bien que le système n'est jamais passé au stade de tempête subtropicale, qui se serait appelée Owen, il est plutôt devenu une tempête extratropicale le 8 décembre. La tempête fut ensuite nommée Efraín (Ephraïm) par le service météorologique portugais.
Traversant les eaux froides en se dirigeant vers les Açores et la péninsule Ibérique, un puissant anticyclone lui bloquant le chemin vers des latitudes plus élevées, la tempête  s'est rapidement intensifié grâce à la présence d'une rivière atmosphérique d'origine subtropicale associé à son flanc sud. La tempête a sévi sur la péninsule Ibérique et la France du 13 au 16 décembre avant de se dissiper,,.

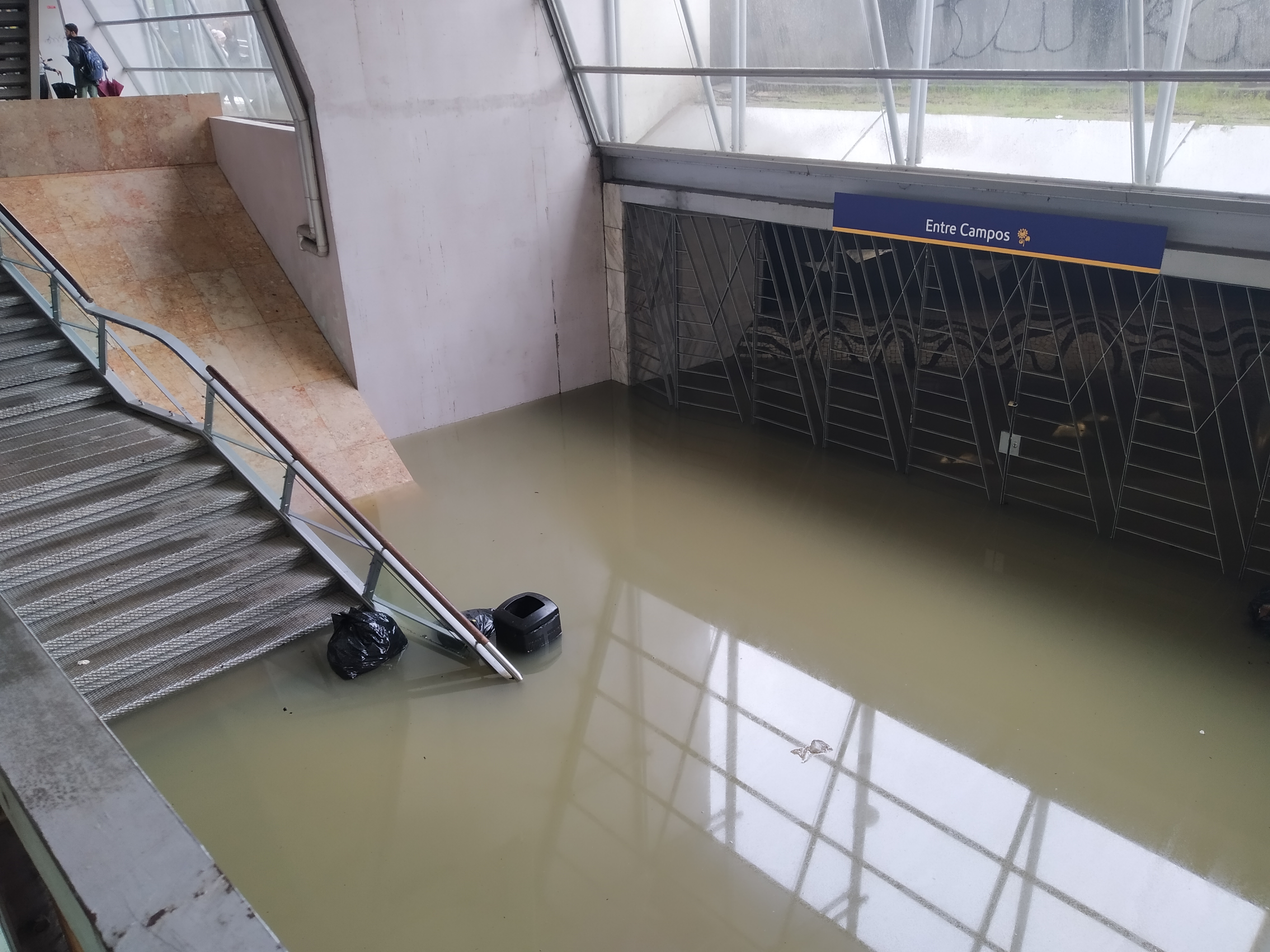
Station de métro inondée à Lisbonne.

Efraín a causé des vents violents, de fortes pluies et une mer agitée aux Açores. Des inondations dues aux fortes pluies ont touché les provinces de l'Estrémadure et de Castille-La Manche en Espagne. De fortes rafales et la pluie ont provoqué des glissements de terrain sur le célèbre Caminito del Rey en Andalousie. Plusieurs gares à Madrid ont été contraintes de fermer en raison d’inondations. Un agent environnemental s'est noyé lors d'une inondation à Villarino de los Aires (Salamanque).
Au Portugal, Efraín a provoqué des inondations dans le bassin du fleuve Tage. Selon l'agence portugaise de protection civile, un organisme gouvernemental, quelque 5 000 secouristes étaient en service dans tout le pays et les autorités ont estimé les dégâts en millions d'euros,.
En France, c'est la pluie verglaçante et la neige associées au front chaud du système ont bouleversé les transports. Deux accidents en Saône-et-Loire ont causé la mort d'un automobiliste sur l'autoroute A39 et de deux camionneurs sur une départementale,. Le ministre des Transports, Clément Beaune, a signalé l'annulation d'une partie des vols en provenance des aéroports d'Orly et de Roissy-Charles-de-Gaulle. À Lyon, tous les autobus sont restés une partie d'une matinée à l'arrêt pour éviter les accidents.

### TempêteGaia
L'université libre de Berlin a commencé à suivre la formation de la dépression Birgit le 9 décembre sur l'Espagne. Le lendemain, le groupe de la Méditerranée centrale l'a nommée Gaia alors qu'elle s'approchait du nord de l'Italie. Après être passée sur ce pays puis la Grèce et les Balkans tout en s'intensifiant, Gaia a tourné vers le nord pour atteindre la mer de Barents le 16.

### TempêteFien
Le 14 janvier 2023, l'agence espagnole AEMet a attribué le nom Fien à la dépression alors située sur Terre-Neuve. Celle-ci se déplaçait en direction du sud des Îles Britanniques. Elle a atteint le golfe de Gascogne le 17 janvier. Traversant ensuite en Méditerranée, elle est passée sur le nord de l'Italie le 18 puis a tourné vers le nord pour se retrouver sur les pays baltes le lendemain. À 0 h UTC le 20 janvier, Fien a atteint le nord-ouest de la Russie.
En France, le sud-ouest été touché durant dans la nuit du 16 au 17 janvier. Des vents allant jusqu’à 150 km/h ont été enregistrées dans les Pyrénées, renversant des arbres et coupant l'électricité à 15 000 clients en Nouvelle-Aquitaine et Occitanie mais dans dégâts majeurs ni de victimes. Selon Météo-France, il est tombé de 30 à 40 mm de pluie dans les Landes et les Pyrénées-Atlantiques, et jusqu’à 55 mm à Tarbes alors qu'à partir d'une certaine altitude la pluie s'est changée en neige. Les précipitations ont causé des inondations par endroits. La neige en Auvergne-Rhône-Alpes, en Haute-Savoie et dans le Massif central a causé des difficultés sur les routes et forcé la fermeture des écoles. En Corse, un éboulement a perturbé les trains entre Ajaccio et Bastia et les traversiers ont été annulées par Corsica Linea.
En Espagne, la quasi-totalité du pays a été mis en état d'alerte pour les vents violents, la pluie et la neige abondante, selon l'altitude, ainsi qu'une mer agitée. Dans le nord, les rivières ont frôlé le niveau de débordement. Un homme de 80 ans, disparu pendant la tempête, a été retrouvé mort dans le port de la ville basque de Bermeo. À Sondika, les services d'urgence ont secouru un bus rempli d'enfants coincé sur une route inondée. Les vents jusqu’à 90 km/h à Barcelone ont provoqué des dégâts. Après son passage, de l'air arctique a donné des températures très froides.

### TempêteGérard
Le 15 janvier 2023, Météo-France a attribué le nom Gérard, à la dépression alors située bien au sud du Groenland. Celle-ci est passée sur le sud des Îles Britanniques le 16 janvier puis l'Allemagne le lendemain. Le 19, elle a traversée la Suède puis a été absorbée par la tempête Fien,.
Gérard a apporté de fortes rafales de vent, des précipitations abondantes dont du grésil et de neige à travers le Royaume-Uni, l'Irlande et l'Europe occidentale. La tempête a provoqué des vents violents et laissé au moins 75 000 clients sans électricité en France. Les rafales les plus fortes ont atteint 163 km/h sur la côte normande au cap de Carteret et de 158 km/h sur la côte bretonne à la Pointe du Raz. Une rafale de 132 km/h a été enregistrée au sommet de la Tour Eiffel à Paris,.

### TempêteHannelore
L'université libre de Berlin a commencé à suivre la dépression Jan au large de l'Irlande et Météo-France l'a nommée officiellement tempête Hannelore le 19 janvier 2023,. Celle-ci a rapidement traversé le sud de la France pour se retrouver dans golfe du Lion à 0 h UTC le 20 janvier en direction du sud de l'Italie en intensification. Atteignant la mer Tyrrhénienne à 12 h UTC, Hannelore a atteint sa pression minimale de 996 hPa.
Le 21, la tempête s'est retrouvée dans l'Adriatique où elle est devenue une dépression coupée en comblement, faisant par la suite une rotation antihoraire autour de l'Italie,,. Une analyse des photos satellitaires par Eumetsat a conclu qu'à ce moment, la tempête serait même devenue un cyclone subtropical méditerranéen de courte durée. Elle a débouché dans l'ouest de la Méditerranée le 24 janvier mais a repris sa trajectoire anticyclonique vers l'est dès le lendemain et s'est dissipée le 28 janvier.
Météo-France a mis 9 départements en vigilance orange dans les sud du pays dont les Landes pour « crues », et la Dordogne, le Lot, le Tarn-et-Garonne, l’Aveyron, le Tarn, l’Hérault, l’Aude et les Pyrénées-Orientales pour « neige-verglas ». Un vent de Tramontane a soufflé sur la côte méditerranéenne après son passage, avec des rafales jusqu'à 106 km/h à Istres et de 114 km/h à Cap Béar le 19 janvier. Les vents se sont poursuivis les jours suivants atteignant des pointes de 151 km/h à Cap Béar le 22 janvier. Dans le nord-est de l'Espagne soumis aux mêmes vents, les rafales ont atteint de 130 à 135 km/h de Huesca aux îles Baléares.
Sur le nord de l'Espagne et en France, derrière Hannelore, l'arrivée d'une masse d'air très froide et sèche venant du nord de l'Europe a fait chuter les températures minimales bien en dessous du point de congélation,,. Une vigilance jaune « grand froid » a même été lancée pour 72 départements en France et de jaune à orange pour un bon nombre de provinces dans le nord de l'Espagne.
En Italie, de la neige abondante est tombée sur le nord du pays au-dessus de 300 m d'altitude, accompagnée de forts vents. Les vents et la neige ont aussi affecté les Balkans.

### TempêteBarbara
L'université libre de Berlin (ULB) montrait une dépression, appelée Pit dans la mer du Nord à 0 h UTC le 3 février. Le même jour, le Service météorologique national hellénique a prévu son déplacement sur la Grèce et l'a nommée Barbara. L'ULB montrait que la dépression était sur le nord de la Grèce dès 0 h UTC le 4 février. Le système s'est intensifié rapidement et a touché la côte d'Israël à l'Anatolie du 5 au 6 février. La tempête est disparue en Iran le 8 février.
En Grèce, dans la capitale les établissements scolaires ont été fermés le 6 après que de la neige soit tombée dans le nord du pays et dans l’archipel des Sporades. De nombreux automobilistes sont restés pris dans la neige et le trafic à l’aéroport international d’Athènes fut annulé durant quelques heures.
La tempête Barbara a provoqué des vents violents de 70 à 100 km/h en Israël, causant beaucoup de dégâts dont des arbres déracinés et l'effondrement d'un échafaudage sur un chantier de construction,,. Les précipitations ont aussi été importantes avec même de la neige dans le nord sur la région du Mont Hermon et celle du Goush Etzion. Une fillette de 13 ans à Tel-Aviv, une femme de 75 ans à Netanya et une femme de 81 ans à Tel-Aviv ont été légèrement blessées par le vent et ou des débris. Un ouvrier du bâtiment de 20 ans a été tué et un autre blessé lorsqu'un échafaudage s'est effondré à Ashdod en raison de la tempête.
En Syrie et en Turquie, Barbara a apporté des vents violents, de fortes pluies et même de la neige avec des températures diurnes inférieures de plusieurs degrés à la moyenne, entravant les efforts de sauvetage après le tremblement de terre de 2023.

### TempêteIsaack
Une zone de pression relativement élevée de 1 020 hPa sur la Méditerranée occidentale au sud d'un anticyclone à 1 040 hPa) sur le continent européen et sous une circulation cyclonique fermée à haute altitude est apparue au début février. Le 6 février, une circulation fermée est apparue vers 0 h UTC, à l'ouest de la Sardaigne, et le Service météorologique espagnol (AEMET) l'a nommée tempête Isaack. Le système a dérivé vers les îles Baléares en fin de journée du 7 février, puis vers l'Algérie où il s'est dissipé le 8 février,.
Les 6 et 7 mars, des avertissements côtiers orange ont été émis pour des vagues de 4 et 6 mètres et des avertissements pour les cumuls de pluie pour Majorque, Castellón, Tarragone et Teruel. Des avertissements de neige ont aussi été émis pour les régions de Gérone, les montagnes pré-côtières de Barcelone, Castellón et Teruel.
Isaack a causé de fortes vagues, pluies et chutes de neige aux communautés de la péninsule Ibérique orientale et aux îles Baléares. De plus, l'instabilité atmosphérique sous la dépression froide d'altitude a généré des orages intenses sur d'autres zones de la côte sud, comme dans les provinces de Malaga et de Cadix. Les accumulations de pluie les plus fortes ont été enregistrées le 7 mars à Escorca Son Torrella avec 92,8 mm. Aux Baléares, des rafales de 91 km/h ont été signalées à Capdepera le 6 mars.
Malgré sa dissipation rapide d’Isaack, les précipitations et les chutes de neige se sont poursuivies jusqu'au 10 mars à cause de la persistance de la situation synoptique générale maintenant le flux humide et instable méditerranéen.

### TempêteHelios
Le 8 février, le Service météorologique de Malte a annoncé la formation d'une tempête nommée Hélios, entre la Tunisie et Malte, devant donner des vents violents,. Le système a dérivé vers la Libye et s'est dissipé le 11 février. Selon le site meteo.it, Helios serait un cyclone subtropical méditerranéen.
À Malte du 9 au 10 février, le pays a subi des dégâts causés par les vents violents et l'onde de tempête qui a inondé certaines zones. De plus, il a connu son jour de février le plus pluvieux, dépassant le record de 1938, avec un total de 140,4 mm mesuré à Luqa. L'électricité a aussi été coupée durant deux heures le matin du 10 quand l'interconnexion sous-marine reliant Malte au réseau électrique de la Sicile a été mise hors-circuit. La côte a été particulièrement touchée par les intempéries, de grosses vagues détruisant des structures et chavirant certains bateaux,. À Il-Kalkara, une section d'un mur d'enceinte historique le long de la côte sous le siège d'Heritage Malta s'est effondrée dans la mer. À Victoria, un mur près de l'entrée du fossé de la Citadelle de Gozo a cédé, ainsi que des murs de maçonnerie au périmètre des ruines. La tour de guet de Għajn Tuffieħa est un autre site historique qui a été touché. Les services de traversier vers Gozo ont été suspendus, tout comme les services vers la Sicile. Une seule personne a été légèrement blessée lorsqu'un faux plafond du salon VIP de l'aéroport international de Malte s'est partiellement effondré sur un homme.
La Sicile a également été durement touchée par la tempête et l'aéroport de Catane-Fontanarossa a été fermé. Les vols entre Malte à Catane ont été détournés vers Palerme. De très forts orages ont provoqué des pannes électriques, plus de 10 000 abonnés, plusieurs artères ont été fermées en raison à la fois d'inondations et de glissements de terrain entraînant la chute de pierres et de débris sur la chaussée. Les ports de Santa Panagia, Ognina, Marzamemi et Portopalo di Capo Passero ont été fermés par précaution. Les inondations dans toute la province de Syracuse ont forcé l'évacuation de 70 personnes.

### TempêteOtto
La tempête Otto a été nommée par l'Institut météorologique danois (DMI) le 16 février alors que le système était à mi-chemin entre les provinces maritimes du Canada et l'Irlande. Le DMI a averti que les rafales sur le pays pourraient atteindre plus de 140 km/h. Le Met Office britannique a émis des avertissements jaunes de vent dans le nord de l'Écosse. Le lendemain, Otto est passé sur la pointe nord de l'Écosse avec une pression centrale de 990 hPa et l'avertissement du Met Office a été prolongé jusqu'au nord-est de l'Angleterre,. Le 18 février, la tempête a atteint le Danemark avec une pression de 980 hPa. Par la suite, Otto a ralenti toute en se comblant pour se dissiper le 21 février sur le nord-ouest de la Russie.
Le 17 février, des rafales aussi élevées que 171 km/h ont été enregistrées sur la côte nord de l'Aberdeenshire en Écosse. Dans les montagnes, une rafale de 193 km/h a été enregistrée au sommet du Cairn Gorm. Des rafales à 130 km/h ont aussi été rapportées dans le nord de l’Angleterre et des liaisons aériennes et ferroviaires ont été annulées,. Plus de 60 000 clients ont subi des pannes de courant dans les régions affectées. Les vents ont faits des dégâts et un homme a été transporté à l'hôpital dans un état grave après la chute d'un arbre dans une rue de Sheffield.
Dans le nord de l’Europe, Otto a causé l’annulation de dizaines de liaisons ferroviaires et maritimes du nord du Danemark au sud de la Suède. À Copenhague, 300 habitants d'édifices au sommet d’une colline ont été évacués par précaution. Une liaison maritime vers le nord de l’Allemagne a aussi été interrompue. Le pont sur l'Oresund, entre le Danemark et la Suède, a été fermé. Selon la police du nord du Jutland, de nombreux toits ont été gravement endommagés et le grand nombre d'incidents rapportés a limité leur intervention qu'aux situations les plus critiques. Des rafales de vents atteignant 156 km/h ont été rapportées à Roeldalsfjellet en Norvège et de 137 km/h à Brocken en Allemagne,.

### TempêteJuliette
Fin février, un anticyclone stationnaire, de la péninsule Ibérique aux pays scandinaves, bloquait une large zone dépressionnaire sur l'ouest de la Méditerranée. Pendant ce temps, un creux barométrique en altitude est descendu du continent. Le 26 février, l'université libre de Berlin a commencé à suivre la dépression Zakaryya sur l'Italie et le service météorologique espagnol (AEMet) lui a officiellement donné le nom de Juliette vers 10 h 30 UTC,. Le système s'est intensifié en cyclone subtropical méditerranéen. Le 28 février, il était rendu entre la Sardaigne et les Baléares à une profondeur de 1 000 hPa avec un fort gradient de pression dans son quadrant Ouest ce qui a provoqué une intensification très notable du vent du nord-est et du tramontane,. Rebroussant ensuite chemin, il est retourné entre la Sardaigne et l'Italie le 2 mars,. Juliette s'est ensuite dirigée vers le sud-est en faiblissant et le 5 mars est passée sur les îles grecques et s'est dissipée entre le 6 et le 7 mars,.
La tempête Juliette a touché les Baléares, la Corse et la Sardaigne. Pluie et neige sont tombées en abondances selon l'altitude. En Corse, il a été signalé des accumulation de neige allant jusqu'à un mètre en montagnes avec le passage de la tempête et le risque d'avalanches était élevé, un événement rare sur l'île, selon Météo-France.
Dans les Baléares, le passage de la tempête a laissé de 100 à 300 mm de pluie en 48 heures au niveau de la mer mais de 1,2 à 2,5 m de neige au-dessus de 800 mètres et un record de 13 pieds (4 m) dans les hauteurs de la Serra de Tramuntana– la plus forte chute de neige depuis 1985,,. Les rafales ont dépassées 90 km/h et les vague de 5 à 7 mètres. Le plus fort vents a été de 122 km/h a été signalé à Capdepera (Majorque) le 28 mars. Le tout a été suivi par un froid glacial allant jusqu'à -16 à −18,7 °C en montagnes et sur la péninsule Ibérique selon l'agence nationale de météorologie espagnole,.
Des centaines d'arbres sont tombés sur les routes dans l'archipel, coupant la circulation routière, et des milliers de clients ont perdus l'électricité. Des crues soudaines ont affecté plusieurs régions, en particulier dans la ville de Pollença où 51 maisons ont été inondées. Les accumulations de neige ont forcé la fermeture de routes dans la région de la Serra de Tramuntana. La pluie pourraient aussi être à l’origine de plusieurs effondrements de terrain à Palma de Majorque, laissant un trou de huit mètres de diamètre et d’une profondeur de quatre mètres sur une avenue de la ville.
La Catalogne ainsi que les provinces Guadalajara et de Valladolid ont aussi reçues de la neige. Certains tronçons de routes ont été fermés au trafic de camions, d'autobus et d'articulés à cause de plaques de verglas et d'accumulations de neige. En Catalogne, la Protection Civile a activé le plan NEUCAT en raison des chutes de neige.

### TempêteKamiel
Un large creux barométrique recouvrait l'Atlantique Nord en amont d'une importante crête barométrique au large de la côte européenne. Le 26 février, le service météorologique portugais (IMPA) a officiellement donné le nom de Kamiel à une dépression en formation dans l'Atlantique subtropical sous le creux. Le 27 février à 0 h UTC, la tempête a commencé se creuser rapidement, soit d'environ 20 hPa en 24 heures, tout en se déplaçant vers le nord-est. À 21 h UTC, elle étendait un creux important sur les Açores. Kamiel a ensuite changé de direction, déviant davantage vers le nord à cause du blocage de la crête. Après 12 h UTC le 28, le système a subi un affaiblissement rapide, disparaissant presque complètement dans les 12 heures suivantes aux hautes latitudes de l'Atlantique Nord, puis absorbée par une autre tempête suivant le même trajet.
Des accumulations importantes de pluie et de mauvaises conditions de mer étaient attendues aux Açores. Selon la protection civile, il y a eu six signalements, dont l'inondation de deux routes à Ponta Delgada sur l'île de São Miguel et des chutes de câbles électriques à Faial et Terceira. La tempête n'a eu aucun impact sur la péninsule Ibérique.

### TempêteLarisa
Le 7 mars, l'université libre de Berlin a commencé à suivre une importante dépression au milieu de l'Atlantique Nord appelée Diethelm. Son développement a eu lieu le long du front polaire, au sein d'un creux barométrique en altitude. Sa pression centrale était de l'ordre de 970 hPa le 8 mars. Le 9 mars, Météo-France lui a officiellement donné le nom de Larisa alors qu'elle approchait de l'Irlande tout en étendant un front chaud vers le Benelux,. Elle est passée sur l'Angleterre et à 0 h UTC le 10, le centre de Larisa était au-dessus de la Manche, étendant un gradient de pression intense sur toute la France et la mer Cantabrique. Larisa a ensuite traversée le nord de la France, le Benelux et l'Allemagne avant de se retrouver en Europe centrale le 11 mars,. Le lendemain, la tempête a atteint la Finlande et le nord-ouest de la Russie avant d'entrer dans la mer de Barents le 13 mars.
En France, onze départements ont été placés en vigilance orange. Des vents violents ont soufflé, en particulier sur les côtes nord, sur le Massif central et la côte méditerranéenne. Le 10 mars, Météo France a signalé des rafales de 100 à 120 km/h sur le pays avec des rafales jusqu'à 150 km/h dans les Corbières. Keraunos, l'observatoire français des orages et des tornades, et Météo-France ont signalé des rafales de 146 à 150 km/h à Saint-Paul-de-Fenouillet (Pyrénées-Orientales) et de 125 km/h à Mouthoumet dans l'Aude,. Sur les côtes normandes et bretonne, les vents ont atteint 130 km/h à Saint-Malo et les vagues ont déferlées. Au large de Porspoder (Finistère), elles ont atteint de plus de 16 mètres et en Bretagne, jusqu’à 4 600 foyers ont été privés d’électricité. Des rafales de plus de 100 km/h ont été signalées en Corse et même jusqu'à 192 km/h à Cagnano et 154 km/h au cap Sagro,. De nombreux dégâts par le vent ont été aussi signalés dans les zones de vents maximaux et la chute d'un mur de la zone commerciale de Dury, près d'Amiens dans la Somme, a blessé deux personnes.
En Grande-Bretagne, le Met Office a émis un certain nombre d'avertissements météorologiques pour de la forte neige suivi de températures très froides. Des chutes de neige importantes ont été rapportées allant jusqu'à 24 cm à Leek Thorncliffe et 14 cm à Bingley dans le nord de l'Angleterre, 16 cm au lac Vyrnwy au pays-de-Galles,. Un village à la périphérie de Buxton (Derbyshire) a reçu au moins 30 cm de neige selon une source non officielle. Les vents ont aussi causé des conditions de blizzard provoquant des perturbations généralisées du trafic routier et ferroviaire ainsi que la fermeture de centaines d'écoles,. Sur l'autoroute britannique M62, entre Manchester et Leeds, des automobilistes ont été bloqués nécessitant le recours à  équipes de secours en montagne pour leur venir en aide. De nombreux retards et annulations de vols pour déneiger les pistes ont été signalés dans les aéroports.
En Irlande, un avertissement a été émis par Met Éireann pour une grande partie du pays pour des températures glaciales, du gel généralisé sur les routes ainsi qu'un avertissement de neige. En Irlande du Nord, plus de 180 écoles ont été fermées, principalement à Belfast et dans les comtés d'Antrim, Armagh et Down.
En Belgique et dans le sud du Limbourg, aux Pays-Bas, il est tombé de 6 à 10 cm de neige le 8 mars.
En Espagne, dès le 8 mars, des avertissements ont été émis pour la côte galicienne, prévoyant des vagues entre 5 et 7 m de hauteur. Le lendemain, ils ont été étendus jusqu'au 10 mars pour l'est de la mer Cantabrique. Les rafales les plus fortes ont touché la côte cantabrique, ainsi que les zones montagneuses du nord. La rafale la plus élevée de 113 km/h a été enregistrée au cap de la Estaca de Bares (La Corogne) le 10 mars. Les précipitations ont été significatives dans la province de Cáceres, avec un maximum de 59 mm à Piornal en 24 heures.

### TempêteMathis
L'université libre de Berlin suivait une dépression appelée Markus au milieu de l'Atlantique Nord au nord des Açores quand Météo-France l'a nommé Mathis le 30 mars,. Se creusant rapidement, son centre bien défini a atteint le sud-ouest de l'Irlande 12 heures plus tard, étendant un front chaud jusqu'à la péninsule Ibérique Le lendemain, la tempête  atteignait la Manche en s'étant considérablement creusée à environ 980 hPa,. Le fort gradient de pression autour de la dépression affectait aussi loin au sud que la mer Cantabrique. Après avoir affecté les îles Britanniques et la France, le tempête a traversé l'Allemagne le 1er avril tout en faiblissant rapidement. Les restes ont atteint l'Europe de l'Est le 3 avril.
En Grande-Bretagne, de fortes pluies ont été signalées sur le sud de l'Angleterre et des rafales de 150 km/h ont été notées à Gwennap Head, près de Penzance. Les vents ont cassé des arbres, certains tombant sur les routes, et ont coupé le courant à plus de 700 clients en Cornouailles et à Jersey. L'Agence pour l'environnement a averti les habitants de 126 régions, aussi loin au nord que le Nottinghamshire, qu'il y avait un potentiel d'inondations.
En France, la tempête Mathis a donnée des vents violents sur toute la moitié nord du pays. Deux départements ont été placés en vigilance orange, soit la Manche et le Pas-de-Calais, où des rafales de 110 à 120 km/h ont été observées. Des rafales allant même jusqu’à 130 km/h ont été rapportées à Radinghem. Au nord d'une ligne Bordeaux-Lyon-Mulhouse, les orages ont aussi causé de rafales de plus de 100 km/h. Deux jeunes hommes sont morts dans les Vosges et en Alsace par la chute d’arbres causé par les vents. Le premier à Senones sur une aire de repos où il se promenait et l'autre dont le véhicule a été percuté par un arbre sur une route au sud de Mulhouse dans le Haut-Rhin, sa passagère a été hospitalisée dans un état grave. Plusieurs automobilistes ont signalé des troncs en travers de la même route durant la journée. À Buzançais dans l’Indre, une possible tornade très brève a été signalée et n’a touché que quelques rues mais les dégâts sont importants. Dans la Vienne, une autre tornade a provoqué des dégâts sans faire de blessés dans le village de Saint-Jean-de-Sauves, alors que quelques maisons ont perdu leur toiture. Dans les Hauts-de-France, le trafic ferroviaire a cessé entre Lille et Douai, ainsi qu'à Valenciennes, à cause des chutes d’arbres.
En Espagne, les vents ont produit de grosses vagues dans la mer Cantabrique. Sur la côte nord de la péninsule et dans la vallée de l'Èbre, la rafale maximale enregistrée a été de 119 km/h au cap de la Estaca de Bares (province de La Corogne).

### TempêteIlina
Une masse d'air froid et instable en altitude sur la Méditerranée a permis de creuser une dépression en surface à l'ouest de l'Italie le 2 avril. Le service météorologique italien a nommé cette tempête Ilina. Elle est ensuite passée sur le sud de l'Italie tout en se creusant puis a atteint la Grèce le 3 avril. La dépression s'est retrouvée sur la mer Noire tôt le 5 avril puis est remontée vers le nord. Tournant ensuite au nord-ouest puis retournant au sud, Ilina s'est dissipée sur l'Europe de l'Est le 8 avril.
En Italie, le dimanche des Rameaux, Ilina a apporté de la neige sur le sud du pays, la Sicile et la Sardaigne alors que la température avait dépassé les 20 °C la veille.
Le service météorologique national hellénique (EMY) a émis le 2 avril un avertissement de fortes pluies et neige, de vents, de foudre, de grêle ainsi que pour de mauvaises conditions de qualité de l'air par l'arrivée de poussière du Sahara avec la tempête Ilina,.

### TempêteNoa
Le 11 avril, l'université libre de Berlin a commencé à suivre une dépression en formation au milieu de l'Atlantique Nord, entre les côtes de le Labrador et les îles Britanniques, et qu'elle a appelé Quax. Météo-France a nommé la tempête Noa le 12 avril à 4 h UTC alors qu'elle atteignait l'Écosse et que son système frontal fonçait vers la France,,. Le système a atteint un profondeur maximale de 980 hPa. Il a généré un gradient de pression intense de son centre jusqu'au golfe de Gascogne et même sur le nord-ouest de la péninsule Ibérique. Au cours des 24 heures suivantes, Noa s'est verticalisé sur la mer du Nord, tout en faiblissant jusqu'à sa disparition tard le 13 avril en raison du blocage par une vaste crête barométrique s'étendant de l'Italie à la Scandinavie.
Des avertissements de vents forts à violents ont été émis pour le sud de l'Angleterre et l'Irlande du Nord par le Met Office, pour l'Irlande par le Met Éireann et le nord de la France par Météo-France. Au Benelux, l’Institut royal météorologique de Belgique a émis une alerte jaune sur l’ensemble du territoire pour de la pluie et des orages en plus de vents forts.
En Grande-Bretagne, des centaines de clients ont perdu l'électricité et des arbres cassés ont bloqué les routes dans le Devon et en Cornouailles alors que des rafales de 103 km/h ont été enregistrées sur les îles Scilly. Les rafales maximales de 156 km/h ont été notés à Needles Old Battery, île de Wight, et de 148 km/h à Gwennap Head, Cornouailles,. Une femme a été blessée dans un incident routier près de Copplestone, Devon. Network Rail a mis des restrictions de vitesse sur la ligne principale entre Plymouth et Penzance. Des orages et de la grêle, assez pour couvrir le sol, ont été observés dans le Wiltshire. De la neige est également tombée dans les hauteurs du pays-de-Galles. À Brighton dans le Sussex, le corps d'une femme, dont la mort peut ou non être lié à la tempête, s'est échoué sur la plage. D'autre part, le corps d'un homme de 21 ans a été retrouvé sur la plage de Saltdean du même secteur par le Royal National Lifeboat Institution.
En France, le passage du front froid a donné du grésil et de la grêle dans la région de Beauvais. On a rapporté des rafales jusqu'à 134 km/h à Carteret dans le Cotentin avec la tempête. Ailleurs, les rafales ont atteint 125 km/h à la pointe de la Hague et 115 km/h à Cherbourg selon Météo-France.
En Irlande, la neige est tombée en certains endroits, accumulant en terrains élevés comme au Wicklow Gap.
En Espagne, les vents ont donné du gros temps en mer Cantabrique et des rafales dans certaines parties du Pays basque, atteignant 93 à 109 km/h au Cap Matxitxako les 12 et 13 avril. Les cumuls de pluie sur 24 heures ont été de l'ordre de 30 mm en Cantabrie et au Pays basque. Aucun dégât ne fut signalé.

### TempêteLeon
Le 12 avril, l'université libre de Berlin a commencé à suivre une dépression en formation dans le nord de la mer Tyrrhénienne et qu'elle a appelé Rudolf. Le lendemain, le front froid venant de la tempête Noa a creusé cette dernière qui fut nommée Leon par le groupe central de la Méditerranée. Après avoir traversé le nord de l'Italie, elle s'est retrouvée dans les Balkans le 14 avril et s'est dissipée le 16 avril plus au nord.

### TempêteMinerva
La tempête Minerva a été nommée le 15 mai 2023 par le Centre opérationnel de météorologie de l'armée de l'air italienne,. Également nommée Chappu par l'Université libre de Berlin, elle est responsable d'au moins 14 décès liés aux inondations dans la région d'Émilie-Romagne en Italie,. Les zones les plus touchées étaient Forlì, Cesena, Faenza, Ravenne, Bologne et Rimini. La tempête a également forcé l'annulation du Grand Prix automobile d'Émilie-Romagne 2023 le 17 mai.

### TempêteNino
Dans le sillage de la tempête Minerva est apparu un centre dépressionnaire, nommé Nino par le groupe central méditerranéen, au sud-ouest de la Tunisie le 19 mai. Le système est devenu une tempête le lendemain et s'est dirigée vers la Sicile. Il s'est dissipé sur les îles grecques le 23 mai. Il a donné des orages tout au long de sa trajectoire.

### TempêteOscar
Au début juin, un blocage de type Rex, avec un anticyclone à l'ouest de l'Irlande et une crête barométrique s'étendant de l'Atlantique Nord à l'intérieur du continent européen, était favorable à un développement dépressionnaire à lent déplacement sur le centre de l'Atlantique Nord. Le 4 juin, AEMET a nommé Oscar une dépression en formation au milieu de l'Atlantique Nord au sud-ouest des Açores,. En même temps, le National Hurricane Center suivait ce système, lui attribuant une faible possibilité de devenir un cyclone subtropical. La dépression s'est ensuite creusé rapidement grâce à l'apport d'une large bande d'humidité tropicale. Passant juste au sud des Açores, la tempête a atteint une pression centrale de 996 hPa à 12 h UTC le 6 juin.
Durant son intensification, la tempête a projeté sa zone barocline jusqu'aux îles Canaries tout en se déplaçant lentement vers le nord-est à cause du bloc Rex. Le 7 juin, son front chaud a atteint la péninsule Ibérique, provoquant des précipitations étendues. Les Açores, Madère et îles Canaries ont subi antérieurement les plus importantes précipitations et vents. Pendant les 24 heures suivantes, la tempête a entamé une transition rapide vers le nord-est tout en faiblissant et à 12 h UTC le 8 juin, Oscar se retrouva au large du Portugal. La tempête s'est ensuite éloignée de la côte européenne et s'est dissipée du 12 au 13 juin,,.
Des alertes météo of été lancées pour les Açores, les îles Canaries, Madère et la péninsule Ibérique à l'approche d’Oscar ce qui a amené à la suspension de certaines activités. À Madère, au moins 28 vols ont été annulés et 12 détournés le 5 juin selon Aeroportos de Portugal. En Galice, au nord-ouest de l'Espagne, des régates ont été reportées en raison des vents et de la grosse mer attendus sur la côte. Le roi Juan Carlos I, en exil à Abu Dhabi, a annulé son voyage alors qu'il devait participer aux activités.
À Madère, il est tombé 604 mm au Pico do Arieiro en 24 heures, un nouveau record portugais absolu de précipitations en une journée, battant le précédent du 8 avril 2008 au même endroit,. Le cumul a aussi atteint 446 mm au Pico Alto et 343 mm à Monte,. Le service régional de protection civile a enregistré 71 incidents, la plupart à Funchal, Santa Cruz et Machico. Des rafales allant jusqu'à 100 km/h ont provoqué la chute de nombreux arbres alors que la pluie a causé des inondations et des glissements de terrain selon le journal Publico.
Aux îles Canaries, des rafales de plus de 90 km/h ont été enregistrées sur l'île de La Palma et sur le nord de Tenerife les 6 et 7 juin. Des taux de précipitations de plus de 30 mm par heure ont été signalés sur les îles d'El Hierro, La Gomera, La Palma et Tenerife ainsi que des records observés au Roque de los Muchachos (île de La Palma) le 6 juin. Sur la péninsule Ibérique, le cumul de pluie le plus élevé en Espagne a été observé à Hoyos (Province de Cáceres) le 8 juin avec environ 60 mm. Au Portugal, des orages ont causé des inondations locales.

### TempêteOlga
Le 14 juin, selon la liste établie par le groupe « Méditerranée centrale », l'agence militaire italienne MeteoAM attribuait le nom Olga à la dépression alors située à l'ouest de la Sardaigne.
Quant à elle, l'université libre de Berlin ne lui a pas attribué de nom,. Le système s'est déplacé vers l'est, produisant des orages, pour se dissiper sur les côtes de la partie asiatique de la Turquie le 16,.

### TempêtePoly

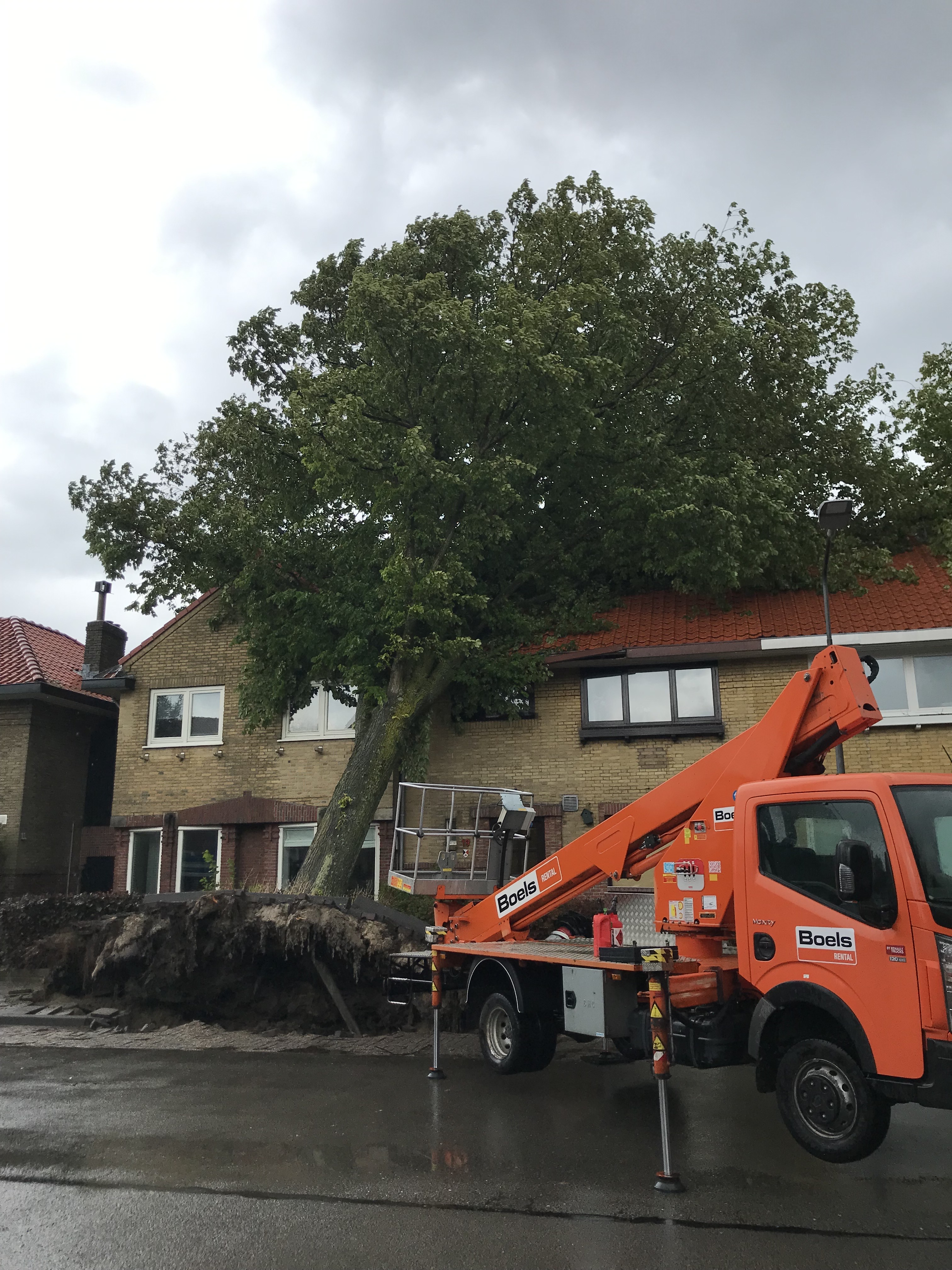
Arbre déraciné à Haarlem.

Le matin du 4 juillet 2023, une dépression a commencé une cyclogenèse rapide sur l'Atlantique Nord, au sud-ouest de l'Irlande. Le développement et le  mouvement de la tempête s'est poursuivi à travers les Pays-Bas et l'Allemagne, développant un courant-jet d'occlusion. Poly a évolué à partir d'un large creux barométrique dans un méandre vers le sud du courant-jet. L'injection d'air très froid de haute altitude au-dessus du système a eu pour effet de l'intensifier en surface au-dessus de la Manche. Ce type de tempêtes atlantiques, entraînant des événements de vents extrêmes, se forment généralement en hiver et est plutôt exceptionnel en juillet.
L'Institut royal météorologique des Pays-Bas (KNMI) a émis une alerte rouge avant l'arrivée de Poly pour 4 provinces du nord du pays,. Des vents soutenus du nord-ouest supérieurs à 17 mètres par seconde (61 km/h) ont été observés au-dessus de la mer du Nord vers la côte néerlandaise. Les précipitations ont été les plus importantes dans la partie centre et ouest des Pays-Bas, dépassant localement 40 mm. Une rafale à 41 mètres par seconde (148 km/h) a été notée le 5 juillet à IJmuiden,. L'aéroport international de Schiphol a annulé plus de 400 vols et les opérateurs ferroviaires Nederlandse Spoorwegen et Arriva ont interrompu tous les services dans le nord du pays. Des arbres ont été renversés sur les routes, sur une rangée de maisons à Haarlem et sur un tramway à La Haye. Selon la police, une femme de la ville de Haarlem a été tuée par la chute est d'un arbre sur sa voiture et deux personnes ont été blessés de façon similaire.
Dans le nord de l'Allemagne, des rafales de vent ont atteint 30 mètres par seconde (108 km/h), causant des dommages aux toitures, déracinant des arbres et bloquant la circulation sur les routes et les voies ferrées. Les rafales de vent les plus fortes ont été observées sur les îles de la baie Allemande. Un piéton est mort à Rhede sous un arbre.
En France, les Hauts-de-France, la Normandie et la région parisienne ont noté de fortes pluies et des rafales supérieures à 100 km/h, dont une à 125 km/h à Saulty, dans le Pas-de-Calais. La chute d'arbres a interrompu brièvement les trains circulant entre Paris et la Normandie.
Le 6 juillet, la tempête s'est déplacée plus au nord, où elle a également été vue par le nouveau satellite géostationnaire au-dessus de l'Europe du Nord, tout en s'affaiblissant.

### Vague de chaleurCleon
Le 10 juillet 2023, ΕΜΥ / SMNH (l'agence hellénique de météorologie) a attribué le nom Cleon (κλεων) à la haute pression devant apporter une vague de chaleur sur la péninsule à partir du 12 juillet 2023. Ce nom Cleon provient de la liste établie par le groupe « Méditerranée orientale » d'EUMETNET.

### TempêtePatricia
Le 31 juillet, l'université libre de Berlin a commencé à suivre une dépression au sud-est de Terre-Neuve, l'a nommant Xan. Le lendemain, elle était rendue à mi-chemin entre Terre-Neuve et l'Irlande. Le 2 août à 4 h UTC, Météo-France a émis un premier bulletin pour cette dépression, renommée Patricia, en développement rapide sur les îles britanniques,. Le creusement a entraîné la formation d'un fort gradient de pression en surface du côté sud et ouest de la dépression, causant des vents violents et une mer agitée sur toute la côte atlantique de la France, le sud de l'Angleterre et la mer Cantabrique de la péninsule Ibérique.
Ce genre de situation, similaire à la tempête Poly, est plus habituel en automne ou en hiver, provoquait déjà de bons cumuls de pluies ainsi que de forts vents sur la moitié nord de la France. Avec une pression centrale d’environ 981 hPa, Patricia se dirigeait vers la mer du Nord. De la mer du Nord, la tempête est passée ensuite sur les pays scandinaves le 3 où elle a commencé à perdre en intensité. Modifiant son déplacement vers le nord, Patricia a été absorbée par un autre système le 4 août au nord-est de la Suède,.
En France, les rafales violentes ont été plus marquée près des côtes de la Manche et de la Bretagne atteignant 100 km/h à Sibiril mais ont aussi affecté l'intérieur des terres comme le montre le rapport de 104 km/h à Méaulte dans les Hauts-de-France. Le 2 août, une quinquagénaire et ses 2 fils de 28 et 30 ans, qui se baignaient sur une plage de l'île d'Ouessant, se sont retrouvé en difficulté alors qu'une vigilance orange était en vigueur sur les côtes du Finistère pour de la submersion marine et de fortes vagues de 6 à 9 mètres. Malgré l'intervention de nombreux secours (Pompiers, patrouille terrestre de la SNSM, hélicoptère Dragon 29 de la sécurité civile et hélicoptère Caïman de la Marine nationale embarquant une équipe du SMUR), les fils ont été sauvé, mais la femme s'est noyée,.
La même journée, et malgré la forte houle, une femme et un enfant de 4 ans sont tombés à la mer après le retournement de leur paddle. Ils seront secourus par un important dispositif de secours (Pompiers, bateau de la SNSM et hélicoptère AS350 de la gendarmerie) et hospitalisés. Deux lignes de tramway ont été temporairement fermées à Nantes alors que des câbles de caténaires ont cédé sous la force de la tempête et un arbre est aussi tombé à l’île Feydeau. Un enfant de 10 ans a été grièvement blessé par la chute d'un arbre à Montpellier-de-Médillan en Charente-Maritime.

### TempêteAntoni
Le 3 août, l'université libre de Berlin a commencé à suivre une dépression alors située au sud du Groenland, la nommant Yves.
Puis, le 4 août, elle était nommée Antoni par Met Office,.
Comme la BBC le notait, c'est la première fois cette saison que le groupe « Europe occidentale » (Irlande, Royaume-Uni, Pays-Bas) attribue un nom à une tempête. Le système est passé sur les îles Britanniques du 4 au 5 août puis s'est retrouvée en Allemagne à 0 h UTC le 6 août avant d'être absorbé par la tempête Petar le lendemain sur le nord de l'Europe.
Au Royaume-Uni, certains résidents ont été évacués en raison d'inondations, des rafales allant jusqu'à 65 milles par heure (105 km/h) ont affecté les zones côtières exposées et des événements extérieurs ont été annulés. La tempête a provoqué une augmentation des accidents dans le Devon alors que les vents y atteignaient 55 milles par heure (89 km/h).

### TempêtePetar/Hans
Le 4 août, l'université libre de Berlin a commencé à suivre une dépression dans la mer Adriatique, la nommant Zacharias. Le même jour, l'agence militaire italienne, MeteoAM, lui attribuait le nom Petar, conformément à la liste établie par le groupe « Méditerranée centrale ». La dépression s'est creusée en remontant vers l'Europe centrale et 
a absorbé Antoni. La tempête atteint la Scandinavie le 7 août où elle fut renommée Hans par le groupe d'Europe du Nord. Elle se déplace ensuite très lentement, donnant de forts vents et pluies durant plusieurs jours.
En Suède, des routes ont été inondées et dans la municipalité de Hudiksvall, un train transportant 120 passagers a déraillé. Les vagues au Danemark auraient atteint huit mètres de haut et en Norvège, plusieurs personnes ont été évacuées. En Lettonie et en Lituanie, deux personnes ont été tuées par la chute d'arbres. De plus, 40 000 clients se sont retrouvés sans électricité à Courlande et Sémigalie. Après plusieurs jours de fortes pluies en Norvège, un barrage a cédé sur la rivière Glomma à Braskereidfoss le 9 août. Les habitants sont évacués. Le 10 août, le gouvernement local de Hamar inonde le site de patinage de vitesse Vikingskipet pour soulager le reste de la ville.

### TempêteBetty
Le 15 août 2023, l'université libre de Berlin a nommé Christoph la dépression alors située au milieu de l'Atlantique, entre Terre-Neuve et les îles Britanniques, afin de la suivre dans les jours suivants. Lors de son enroulement, Christoph génère une dépression secondaire nommée Christoph II le 19 août à 0 h UTC qui frappe le sud l'Irlande. La tempête est remontée ensuite vers le nord, fusionnée avec Christoph et à 0 h UTC le 22 août se retrouvait au nord de l'Écosse.
Dès le 18 août, Met Éireann avait nommé cette dépression Betty, comme nouvelle tempête européenne. Auparavant, le Met Office avait émis des avis de vents forts, de rafales de vent, de fortes pluies, et d'orages.
En Irlande, des dizaines de milliers de foyers sont privés d'électricité et au Royaume-Uni, plus de 70 000 ont subi le même sort. Les vents violents ont causé des dommages au réseau électrique, abattu des arbres, bloqué des routes et endommagé des véhicules. Le nord-ouest du pays de Galles a enregistré des rafales à 66 milles par heure (106 km/h) selon BBC Weather. La tempête a laissé des accumulations de pluie allant jusqu'à 80 mm en Irlande du Nord et certaines parties de l'Écosse.

### TempêteRea
Le 26 août 2023, l'agence italienne MeteoAM a attribué le nom Rea,, à la dépression située entre la Sardaigne et les îles Baléares.
Le 27 août, alors située au nord de la Corse, Rea a touché l'Italie,, comme envisagé par MeteoAM.

Cependant, dès la nuit du 26 août, des chutes importantes de grêle ont créé de gros dégâts à Biella. Selon l'université libre de Berlin, Rea a persisté jusqu'à 31 août

### Tempête de septembre 2023 en Espagne
Début septembre 2023, de fortes inondations se sont produites à la suite de pluies torrentielles lorsqu'une tempête associée à un goutte froide, a frappé la péninsule Ibérique. Cet événement est dû à un bloc Omega, où une zone de haute pression est prise en sandwich entre deux zones de basse pression, forme rappelant la lettre grecque Ω. L’autre pied de l’oméga a formé la tempête Daniel.

Les inondations ont touché en particulier les régions de Madrid et de Castille-La-Manche (centre), où des trombes d'eau se sont abattues dans la nuit de dimanche à lundi 4 septembre. Ces intempéries ont fait 6 morts,,.

### TempêteDaniel
- Bulgarie : 4 morts
- Grèce : 15 morts
- Libye : 11 470 morts au moins, et plus de 10 000 disparus
- Turquie : 7 morts

La tempête Daniel est un cyclone subtropical méditerranéen qui a touché l'Europe du Sud-Est et le nord de l'Afrique en septembre 2023 et provoqué des milliers de morts, pour la plupart en Libye. Bien qu'appartenant à la saison 2022-2023 pour le groupe « Méditerranée orientale », la tempête Daniel est inscrite aussi dans la page de la saison 2023-2024, afin d'avoir une cohérence de dates avec les autres groupes EUMETNET.
Entre le 4 et le 7 septembre 2023, ses pluies torrentielles ont causé d'importantes inondations notamment en Turquie, Grèce et Bulgarie, faisant au moins 26 morts et deux disparus. Le 10 septembre, la tempête a atteint le Nord-Est de la Libye, où elle a déversé 414 mm de pluie en une journée. Les inondations et les coulées de boue provoqués par l'effondrement des barrages de Derna ont fait plus de 11 470 morts et au moins 10 000 disparus,,.
Elle est survenue lors d'un blocage Oméga, zone de haute pression prise en sandwich entre deux dépressions, formant la lettre grecque Ω,.

### TempêteElias
Bien qu'appartenant à la saison 2022-2023 pour le groupe « Méditerranée orientale », la tempête Elias est décrite dans la page de la saison 2023-2024, afin d'avoir une cohérence de dates avec les autres groupes EUMETNET.